# ماركوس ماكغي
ماركوس جوليوس ماكغي (بالإنجليزية: Marcus Julius McGhee؛ مواليد 7 مايو 1990) هو مُقاتل فنون قتالية مختلطة أمريكي.

## وصلات خارجية
لا توجد روابط لمواقع التواصل الاجتماعي.

- هذه المقالة لا تملك بيانات على ويكي بيانات
- لا بيانات لهذه المقالة على ويكي بيانات تخص الفن